# 馬琇
馬琇，字天須，河南汝寧府信陽州羅山縣人，匠籍，明朝政治人物。進士出身。

## 生平
早年出身國子生，河南鄉試第三名。成化十四年（1478年）戊戌科會試第一百二十六名，殿試登進士第三甲第一百七十四名。

## 家族
曾祖父馬雲。祖父馬德和。父亲馬榮。